# 胡献雅
胡献雅（1902年—1996年），字正民，江西南昌人，景德镇陶瓷学院教授，中国美术家协会理事，江西省美术家协会主席、名誉主席。

## 家庭
弟胡獻群、胡献尚、胡献可。